# Salsola phillipsii
Salsola phillipsii är en amarantväxtart som beskrevs av Viktor Petrovitj Botjantsev. Salsola phillipsii ingår i släktet sodaörter, och familjen amarantväxter. Inga underarter finns listade i Catalogue of Life.